# ジェイン・ジェイコブズ

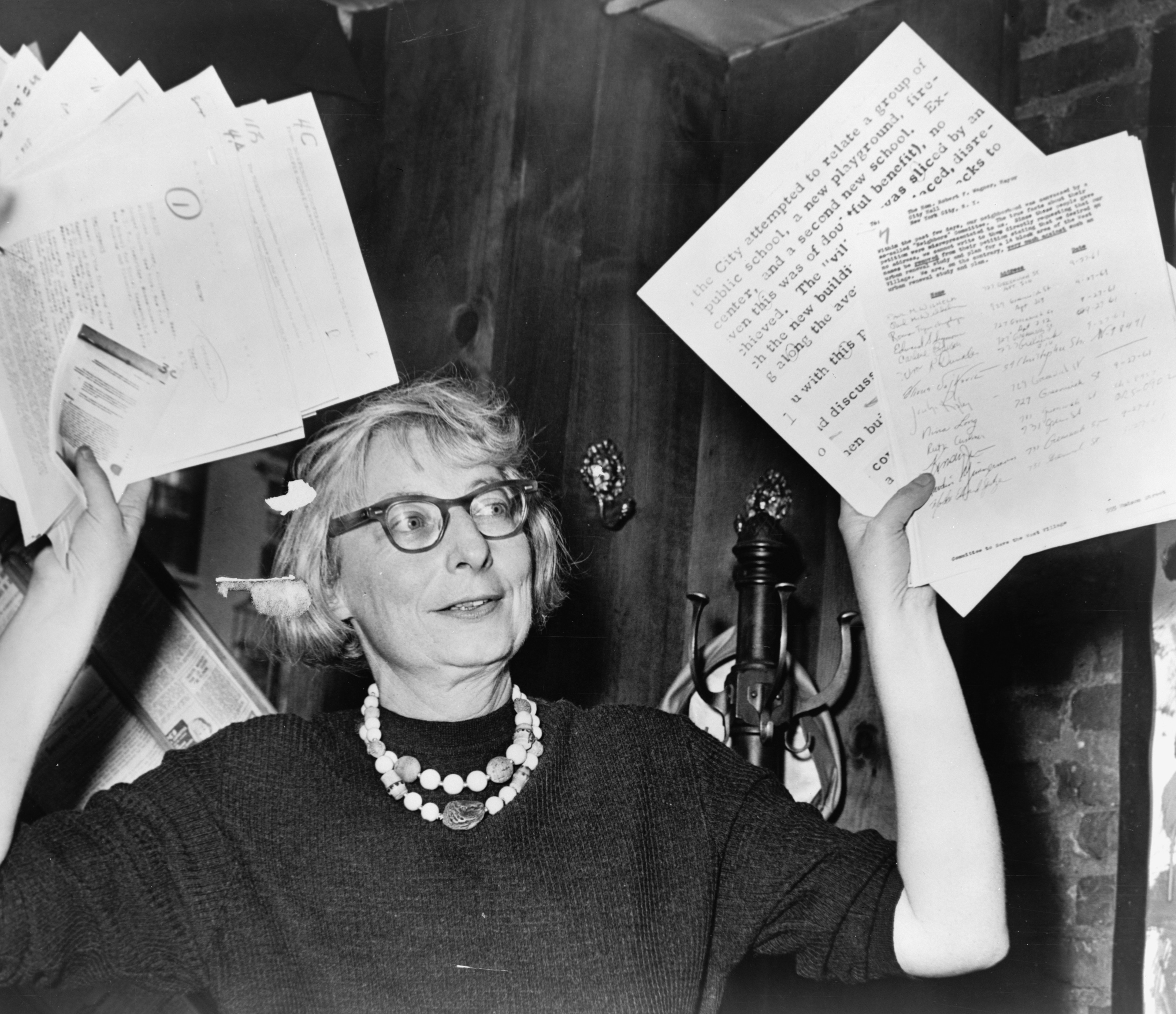
ジェイン・ジェイコブズ（1961年）

ジェイン・ジェイコブズ（Jane Butzner Jacobs, 1916年5月4日 - 2006年4月25日）は、アメリカ合衆国の女性ノンフィクション作家・ジャーナリスト。郊外都市開発などを論じ、また都心の荒廃を告発した運動家でもある。最も反響を呼んだ著作は『アメリカ大都市の死と生』（1961年）であり、『都市の経済学』（1986年）と並び都市計画研究の重要な古典となっている。『壊れゆくアメリカ』（2004年）が遺作となった。

## 略歴
米国ペンシルベニア州スクラントン生まれ。ジェイコブズは1933年に高校を卒業。地元の商業学校で速記を学んだ後、就職する。
最初に就いたのは、貿易雑誌の秘書で、やがて編集者となった。ヘラルド・トリビューン日曜版にも多くの記事を書いていた。後に戦争情報室（en:Office of War Information）の記者になった。1944年に建築家ロバート・ハイド・ジェイコブズと結婚、二人の息子がいる。
高速道路の急速な建設への反対運動や、都市の再開発に対する問題提起が、ジェイコブズの生涯のテーマであった。ニューヨークのグリニッジ・ヴィレッジに住んでいた当時、道路建設、再開発の計画が公表されると反対運動の先頭に立ち、ローワーマンハッタン高速道路の建設が中止になった1962年には反対合同協議会の議長を務めていた。この計画は再び持ち上がり、ジェイコブズは1968年4月10日に逮捕されている。
1969年にカナダオンタリオ州のトロントに移住、スパディナ高速道路（Spadina Expressway）の建設に反対している。この頃、デモンストレーション中に2度逮捕されている。
ジェイコブズは、州都トロントは、オンタリオ州より強く独立性を持つべきと主張している。1997年にはトロントが「Jane Jacobs: Ideas That Matter」という会議を開いている。これはジェイコブズの著書のタイトルから取っている。会議の最後に、ジェイン・ジェイコブズ賞が創設され、トロントのバイタリティーに貢献した人に贈られている。
アンソニー・フリント『ジェイコブズ対モーゼス　ニューヨーク都市計画をめぐる闘い』（渡邉泰彦訳、鹿島出版会、2011年）は、第二次世界大戦前後より30年以上、ニューヨーク州・市の都市計画に大きな権限があったロバート・モーゼスとの、環境保全をめぐる闘いの記録である。

## アメリカ大都市の死と生
ジェイコブスはアメリカの大都市が自動車中心になり、人間不在の状況になっていることに疑問を持ち、1961年に近代都市計画を批判する著書『アメリカ大都市の死と生』（The Death and Life of Great American Cities）を刊行して、反響を呼んだ。
ジェイコブスの挙げる例によると、ボストン市内にイタリア移民が多く住む地区（都市計画家から見れば再開発の対象となる地区）があるが、ここではほとんど犯罪が起こっていない、一方ボストンの郊外でも犯罪が多発している地区がある。ジェイコブスは、安全な街路の条件として、常に多数の目（ストリートウォッチャー）が存在していることなどを指摘している。
都市が多様性を持つための条件(The conditions for city diversity)として、ジェイコブスは次の4つを指摘した。
多様性は魅力的で活力のある都市の条件であるが、従来の都市計画ではまったく顧みられなかったとして、ル・コルビュジエの輝く都市など、機能優先の近代都市計画の理念を批判した。

## ジェイコブズの影響と批判
ジェイコブズの影響は広い範囲で認められ、一般には、20世紀後半の都市計画思想を一変させたといわれる。近年の創造都市論の源流とも考えられている。創造階級論のリチャード・フロリダも、ジェイコブズに深い影響を受けている。日本では、塩沢由典の『関西経済論』がジェイコブズの思想を地域の経済発展を考えるベースとしている。
ジェイコブズへの批判としては、実行可能性がなく、また、開発者と政治家による政治を無視していると言われている。これらの批判に対し、ニューヨークやデトロイト市で1960年代にスプロール化が進行したことを例にして反駁している。
ロバート・ソローは、著作「経済の本質」への書評で、ジェイコブズの批判対象についての無知と、きちんとした既存の資料を調査検証なしに、少数の逸話を過度に一般化する傾向について強く論難している。

## 著作
- The death and life of great American cities, Vintage Books, 1961.
『アメリカ大都市の死と生』 黒川紀章訳（抄訳、鹿島出版会、1969→同：SD選書、1977）
『アメリカ大都市の死と生』 山形浩生訳（全訳、鹿島出版会、2010)
- The economy of cities, Random House, 1969.
『都市の原理』 中江利忠・加賀谷洋一訳（鹿島出版会、1971→同：SD選書、2011）、改訂版
- The question of separatism: Quebec and the struggle over sovereignty, Random House, 1981.
- Cities and the wealth of nations: principles of economic life, Random House, 1984.
『都市の経済学－発展と衰退のダイナミクス』  中村達也・谷口文子訳（TBSブリタニカ、1986）
『発展する地域　衰退する地域／地域が自立するための経済学』 中村達也訳（改訂版）、ちくま学芸文庫、2012。解説：片山善博・塩沢由典
- The girl on the hat, Oxford University Press, 1989.
- Systems of survival: a dialogue on the moral foundations of commerce and politics, Random House, 1992.
『市場の倫理 統治の倫理』 香西泰訳（日本経済新聞社、1998→日経ビジネス人文庫、2003→ちくま学芸文庫、2016）
- The nature of economies, Random House Canada, 2000.
『経済の本質－自然から学ぶ』 香西泰・植木直子訳（日本経済新聞社、2001→日経ビジネス人文庫、2013→ちくま学芸文庫、2025）
- Dark age ahead, Random House, 2004.
『壊れゆくアメリカ』 中谷和男訳（日経BP社、2006）
- 『ジェイン・ジェイコブズ都市論集　都市の計画・経済論とその思想』

サミュエル・ジップ／ネイサン・シュテリング編（宮崎洋司訳、鹿島出版会、2018）

## 評伝
- G・ラング/M・ウンシュ 『常識の天才 ジェイン・ジェイコブズ　『死と生』まちづくり物語』 玉川英則・玉川良重訳、鹿島出版会、2012年
- アンソニー・フリント 『ジェイコブズ対モーゼス　ニューヨーク都市計画をめぐる闘い』 渡邉泰彦訳、鹿島出版会、2011年
- 渡邉泰彦『評伝ロバート・モーゼス　世界都市ニューヨークの創造主』 鹿島出版会、2018年
- 宮崎洋司／玉川英則 『都市の本質とゆくえ　J・ジェイコブズと考える』 鹿島出版会、2011年
- 『別冊 環22　ジェイン・ジェイコブズの世界』 藤原書店、2016年。上記ら数十名の論集